# Fort Worth (Schiff)
Die Fort Worth, auch USS Fort Worth (Kennung: LCS-3), ist ein Littoral Combat Ship (Fregatte) der Freedom-Klasse der United States Navy. Sie ist nach der Stadt Fort Worth in Texas benannt.

## Geschichte
LCS-3 wurde am 23. März 2009 in Auftrag gegeben. Der Bauauftrag für ein Schiff mit dieser Kennung wurde 2006 schon einmal vergeben, nach Kostenüberschreitungen aber Anfang 2007 wieder aufgelöst. Der zweite Vertrag wurde ausgeführt, Marinette Marine legte das Schiff im Juli 2009 auf Kiel. Am 4. Dezember 2010 fanden Schiffstaufe und Stapellauf statt, Taufpatin war Kay Granger, republikanische Abgeordnete im Repräsentantenhaus der Vereinigten Staaten aus Texas. Die Fort Worth wurde auf der Überführung von ihrer Bauwerft an den Great Lakes in ihren Heimathafen San Diego im September 2012 in Galveston in Dienst gestellt.
Im Winter 2013/2014 erfolgte die Einsatzerprobung des Missionsmoduls zur Überwasserkriegführung im Nordpazifik vor Kalifornien. Das Schiff wurde für seinen ersten Einsatz von 16 Monaten in den westlichen Pazifik verlegt und erreichte am 29. Dezember 2014 den Hafen von Singapur.